# ميغيل أنخيل بينيا
ميغيل أنخيل بينيا (بالإسبانية: Miguel Ángel Peña)‏ هو دراج إسباني، ولد في 8 يوليو 1970 في مدينة غرناطة في إسبانيا.

## وصلات خارجية
- ميغيل أنخيل بينيا على موقع أرشيف الدراجات (الإنجليزية)
- ميغيل أنخيل بينيا على موقع إحصائيات الدراجات الإحترافية (الإنجليزية)
- ميغيل أنخيل بينيا على موقع نسبة الدراجات (الإنجليزية)
- ميغيل أنخيل بينيا على موقع CycleBase (الإنجليزية)